# Gauchinho
Paulo Roberto Junges, más conocido como Gauchinho, es un futbolista brasileño que juega de delantero. Su último equipo fue el Luverdense Esporte Clube de la Campeonato Brasileño de Serie C. Actualmente se encuentra retirado.

## Biografía
De origen alemán, nació el 7 de mayo de 1976 en el pequeño municipio de Selbach, ubicado en el estado de Rio Grande do Sul.

## Trayectoria
Paulo Roberto Junges  o simplemente Gauchinho para Selbachenses tenido siempre la pasión de jugar al fútbol y el sueño de defender los colores de un gran equipo. Escatimado esfuerzos para lograr este sueño. "Desde los cuatro años, no cambió la pelota para nada", como dijo su madre Ilaria.
En 1991 los 15 años el sueño de convertirse en un jugador de fútbol comenzó a materializarse. Superado las pruebas que se reproduce en el menor de Internacional de Porto Alegre, donde jugó por más de un año. En 1992 se trasladó a Tuna Luso de la ciudad de Belén capital del estado de Pará, donde jugó en la juventud para el año 1995, cuando se despertó el interés de grandes clubes Brasil. Posteriormente fue cedido al São Paulo para participar en la Copa São Paulo de Futebol Junior. El entrenador del equipo juvenil, Darío Pereira tenía el equipo listo, así que no tenía oportunidad de jugar, el club volvió a casa y firmó su primer contrato profesional
Gauchinho comenzó a actuar profesionalmente a los 20 años cuando aún en el reparto de los juniors en el Campeonato Brasileño de Fútbol Serie B. en el momento se llamó la Segunda División defendiendo la Tuna Luso Belem en 3 partidos y marcó 5 goles.
En 1997 su pase fue traspasado al empresario Sergio Luiz Malucelli y transferido a Iraty_Sport Clube del Estado Paraná. Jugado en la División IA de este año, y fue el punto culminante de este equipo. El éxito le valió una transferencia al equipo de Paraná para luchar por el Campeonato Brasileño de Fútbol Serie A Jugar el Club de Paraná marcó 12 goles, casi la mitad de los 30 goles marcados por el equipo de este año en el Campeonato Brasileño de Fútbol Serie A.
En 1998, transferido al equipo de XV noviembre en la ciudad de Piracicaba, en el Estado de São Paulo. Jugó en este equipo el Campeonato Brasileño de Fútbol Serie B. fue el máximo goleador de la competición con 16 goles.
En 1999 Gauchinho ha logrado un sueño de toda la vida, a participar en un campeonato internacional. En Cerro_Porteño de Paraguay, participaron con gran éxito en la Copa Libertadores, fue uno de los aspectos más destacados de esta competición y máximo goleador con 6 goles. Además de la excelente participación en la Copa Libertadores de 1999, fue campeón del torneo Clausura - el Campeonato Nacional en Paraguay en 1999. Fue el máximo goleador de este torneo con 14 goles y máximo goleador del torneo Apertura de ese año con 12 goles. Ese mismo año participó también la Copa de América del Sur del club e hizo 1 gol.
En 2000 registró su mayor salto en su carrera, cuando defendió el Grêmio , pero compitieron con Ronaldinho por un lugar en el ataque, había grandes oportunidades y terminó abandonando.
En el año 2001 ha pasado por tres grandes clubes de fútbol en Brasil. Se inició en el Atlético después de unos cuantos juegos era un juego de la serie profesional de Botafogo Paulo - SP en el que tiene importantes objetivos y decisivo que llevó al equipo del torneo ganado por Corinthians.Logo trasladado al Goiás con el objetivo de competir por la Campeonato Brasileño de Fútbol Serie A buen comienzo goles, sufrió una lesión que le mantuvo fuera de varios juegos, cuando regresó no tuvo la misma renta.
En 2002, trasladado a la Avai para competir en el Campeonato Brasileño de Fútbol Serie B, fue un éxito en su primera ronda, pero su equipo fue eliminado en los cuartos de final en Santa Cruz.
En 2003 se aventuró de nuevo en el fútbol internacional jugando en Cruz Azul de México después de un buen comienzo sufrió una nueva lesión que le mantuvo fuera de acción por varios meses.
En 2004 ya se ha recuperado regresó a Paraguay para luchar por el campeonato nacional esta vez el equipo defensor Guaraní.
En 2005 regresó a Brasil para servir el equipo de União Barbarense, para luchar por el Campeonato Brasileño de Fútbol Serie B.
En 2006 se trasladó a Colombia, para luchar por el campeonato nacional en el equipo de Deportes Tolima.
En el bienio 2007 y 2008 volvió a Brasil para jugar con Luverdense tiempo la ciudad de Lucas do Rio Verde, en el norte de estado de Mato Grosso y bastado sólo dos años para convertirse en el máximo goleador en la historia de Luverdense con 44 goles en sólo 54 juegos de este total 9 goles en los juegos en calidad Campeonato Brasileño de Fútbol Serie C.
En este año de 2009 participó de campeonato en el estado de Mato Grosso, defendiendo los colores de Sinop , fue lo más destacado y goleador del equipo sólo participó en 8 juegos y tiene la tercera mayor anotador de la competición con 6 goles, dos menos el máximo goleador. Participó en 6 partidos del Campeonato Brasileño de Fútbol Serie D, tiene 3 goles como jugador del Treze, el equipo no obtuvo los puntos necesarios para pasar la siguiente etapa fue el tercero en el grupo y fue eliminado.
Se dispone a actuar en la torneo del Estado de Paraíba en 2009 defendiendo los colores del Treze.